# Классификация секретной информации на Украине
Государственная тайна на Украине (или ещё секретная информация) — вид секретной информации, охватывающий сведения в сфере обороны, экономики, науки и техники, внешних отношений, государственной безопасности и охраны правопорядка, разглашение которых может нанести ущерб национальной безопасности. Информация признанная секретной подлежит государственной охране.

## Особенности определения государственной тайны на Украине
На Украине подход к определению государственной тайны во многом похож на советский — основной причиной для этого был распад СССР и переход части его государственных секретов к независимой Украине. Информация с ограниченным доступом отнесенную к тайной на Украине можно сравнить с тремя высшими уровнями классификации информации (согласно национальному законодательству государств-участников НАТО).
Характерно для законодательства государств-участников НАТО является то, что в нём, в отличие от законодательства Украины, нет деления информации с ограниченным доступом на государственную тайну и другую предусмотренную законом тайну — там существует единая классификация секретной информации с соответствующими грифами ограничения доступа к ней.

## Законодательное обеспечение
Основным документом по охране государственной тайны на Украине является Закон Украины «О государственной тайне». Непосредственный порядок обеспечения защиты информации определяется рядом постановлений КМУ. Информация, относящаяся к «секретной» публикуется в Своде сведений, составляющих государственную тайну. Не относится к государственной тайне информация:
- О состоянии окружающей среды, о качестве продуктов питания и предметов быта;
- Об авариях, катастрофах, опасных природных явлениях и других чрезвычайных событиях, которые произошли или могут произойти и угрожают безопасности граждан;
- О состоянии здоровья населения, его жизненном уровне, включая питание, одежду, жилье, медицинское обслуживание и социальное обеспечение, а также о социально-демографических показателях, состоянии правопорядка, образования и культуры населения;
- О фактах нарушений прав и свобод человека и гражданина;
- О незаконных действиях органов государственной власти, органов местного самоуправления и их должностных лиц;
- Другая информация, которая в соответствии с законами и международными договорами не может быть засекречена[2].

Ограничение доступа государственной тайны осуществляется путём предоставления соответствующего грифа ограничения доступа материального носителя информации. Существуют следующие грифы ограничения доступа: Секретно (укр. - Таємно); Совершенно секретно (укр. - Цілком таємно); Особой важности (укр. - Особливої важливості).
Отнесение информации к государственной тайне осуществляется государственными экспертами по вопросам тайн. Информация считается государственной тайной со времени опубликования Свода сведений, составляющих государственную тайну, в который включена такая информация, или изменения к нему.

## Охрана Государственной тайны
Система охраны государственной тайны Украины трёхзвенная, в неё входят следующие основные субъекты:
1. Высшие органы государственной власти (определение политики Государственной тайны и направлений её реализации, координация действий) Президент Украины; Совет национальной безопасности и обороны Украины при Президенте Украины; Верховная Рада Украины Кабинет министров Украины
2. Центральные органы государственной власти Министерства и ведомства; — отраслевая ОДТ; Служба безопасности Украины; — специально уполномоченный орган в области Государственных тайн.
3. Местный уровень (выполнение политики Государственной тайны): Местные органы государственной власти и местного самоуправления; Режимно-секретные органы объектов информационной деятельности, на которых обрабатывается ДТ.

Разглашение государственной тайны преследуется по законодательству.